# Apamea contradicta
Apamea contradicta är en fjärilsart som beskrevs av John Bernhard Smith 1895. Apamea contradicta ingår i släktet Apamea och familjen nattflyn, Noctuidae. Inga underarter finns listade i Catalogue of Life.